# برهمالوکا

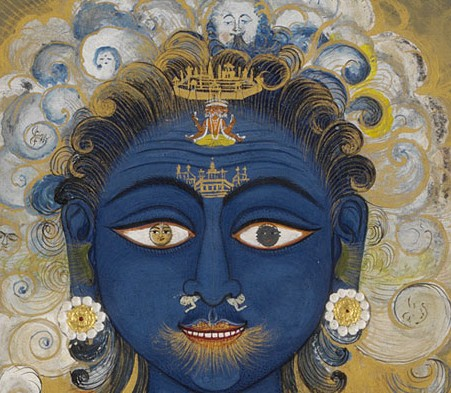
انسان کیهانی

برهمالوکا یا ساتیا لوکا (به سانسکریت: ब्रह्मालोक، IAST: Brahmāloka) محل زندگی برهما، در پوراناها به آن برهما پورا گویند. ساکنان آن هرگز مرگ را نمی‌شناسند، دائماً در جمع یوگین‌ها زندگی می‌کنند و شهد عالی یوگا می نوشند.

## برهمالوکا
برهمالوکا قلمرویی است که تماماً از برهمن تشکیل شده‌است که برتر از لوکای «سوار گا» محسوب می‌شود و سرشار از انرژی جاودانه، دانش و سعادت است. این سیاره به عنوان سیاره «با گاوان» نیز شناخته می‌شود.
بیانیه بالا نشان می‌دهد که برهمالوکا یک وایکونتا ابدی است که نه آفریده شده‌است و نه در قلمرو مادی قرار دارد و خانه ای برای روح برتر است.
هندوها معتقدند که در تمام عصرها کرات (لوکاهایی) (lokas) به‌طور همزمان وجود دارند که موجودات، از پست‌ترین تا عالی‌ترین رده‌های تکاملی در آنها سکونت دارند. و در آنها الهه‌ها، پرجاپتی (prajapati)، و برهما ساکنند که با نامهای سوار لوکا (swarloka)، ماهار لوکا (maharloka)، جانا لوکا (janaloka)، تاپو لوکا (tapoloka) و برهما لوکا (ساتیا لوکا) (satyaloka) شناخته می‌شوند.

### بودیسم
در آیین بودایی، برهمالوکا به بالاترین عوالم آسمانی، اقامتگاه برهماها اشاره دارد.